# Анабарська затока
Анаба́рська затока — затока біля південно-західного берега моря Лаптєвих. Розташована між півостровом Нордвіком і материковою частиною. Відкрита на північ, вдається в материк на 67 км. Ширина біля входу 76 км. Глибина від 3 до 17 м.
На березі бухти тундрова рослинність. Укрита льодом із жовтня по липень. У південній частині затока переходить в Анабарского губу. У затоку впадають річки Піщана, Хариялах, Самаскаскай, Мус-Хая. На узбережжі розташовані миси Пакса, Урдюк-Хая, Маяк, Середній, Мус-Хая. Східний берег переважно низький, західний стрімкий висотою місцями до 50 м.
Дослідник Арктики Едуард Толль вивчав Анабарський затоку в 1893 році.
Адміністративно затока входить до Республіки Саха (Якутія) Росії (Анабарський район).

## Галерея

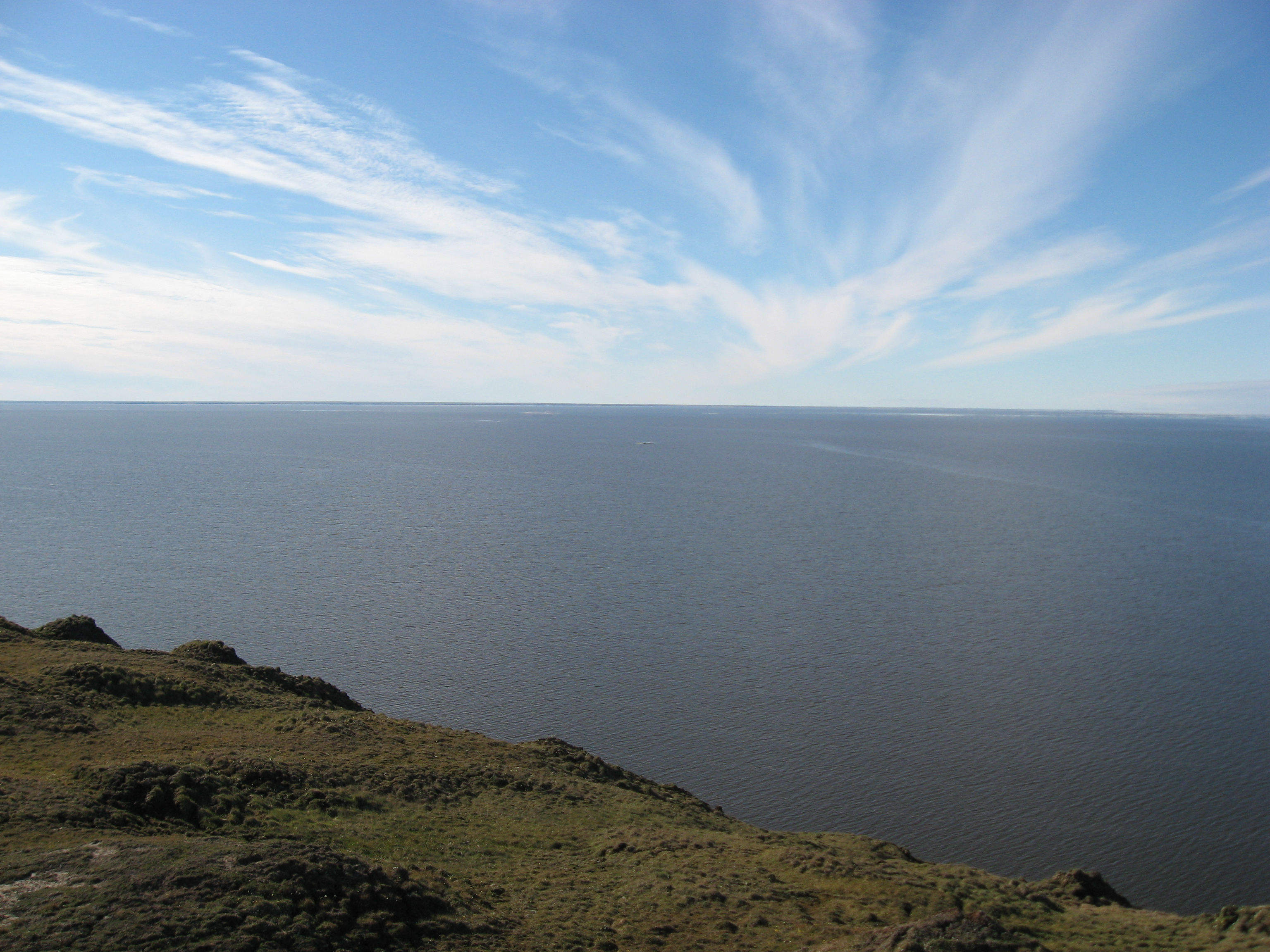
Вид на затоку з узбережжя на схід від Анабарської губи
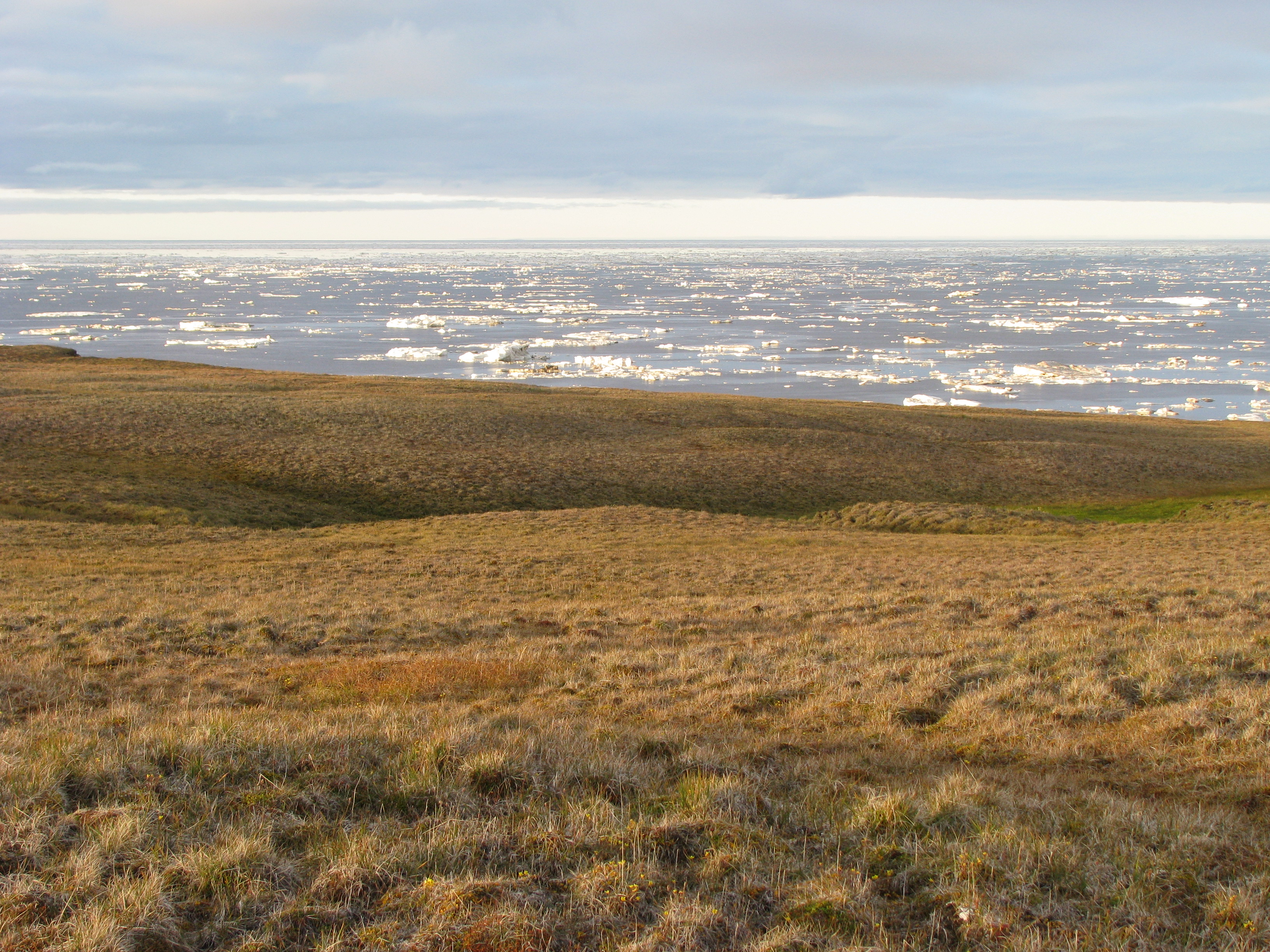
Вид на Анабарську затоку з півострова Нордвік
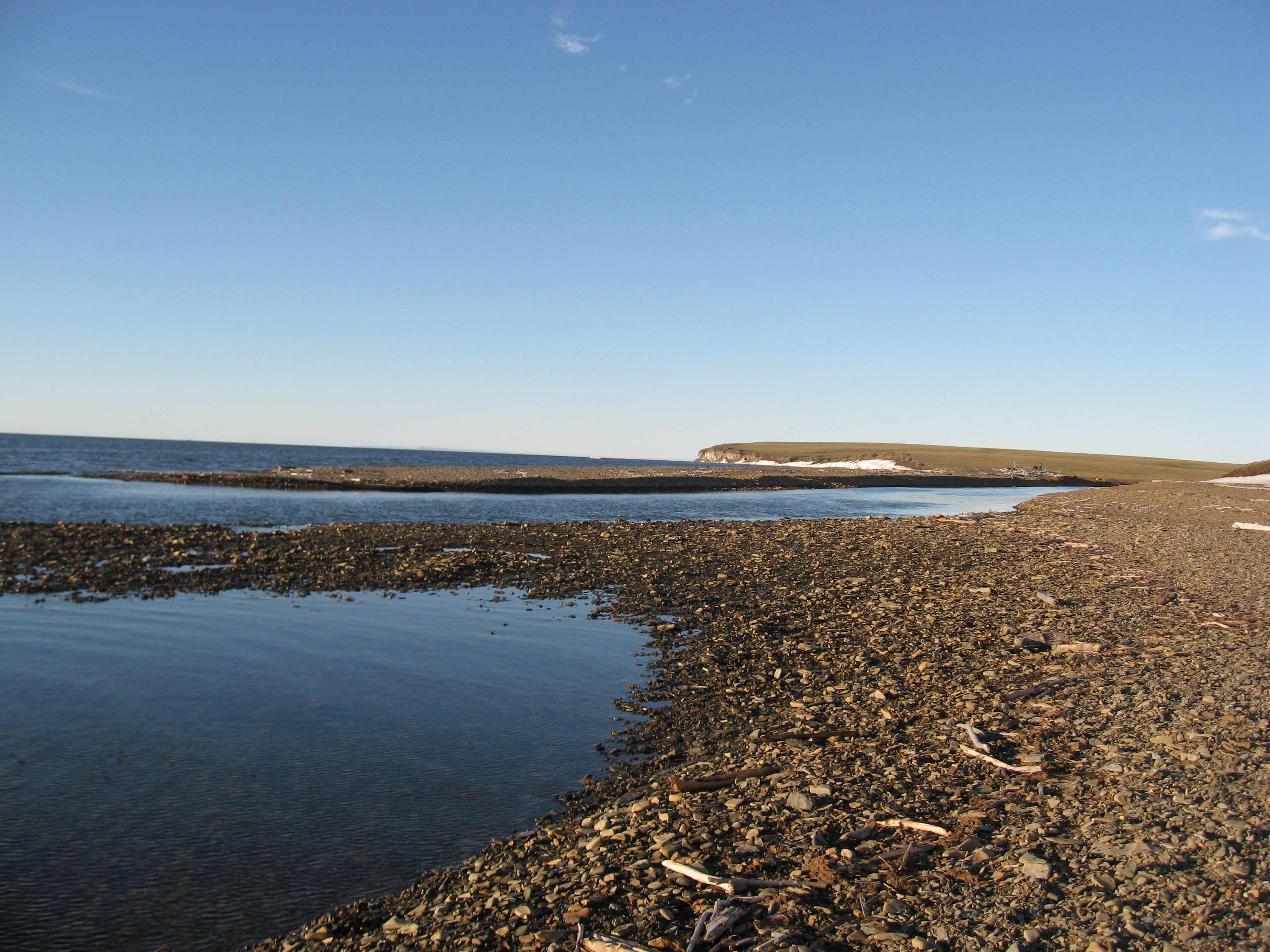
Гирло річки Мус-Хая